# دومین انفجار
دومین انفجار نام یک مجموعهٔ تلویزیونی ایرانی به کارگردانی نادر مقدس است که در سال ۱۳۷۶–۱۳۷۵ تولید و از شبکه ۱ سیمای جمهوری اسلامی ایران  پخش شد.

## خلاصه داستان
این مجموعه تلویزیونی درباره توطئه‌ای است که از جانب نیروهای دشمن برای منفجر کردن یکی از مراکز مهم مخابراتی کشور در حال شکل‌گیری است.

## بازیگران و عوامل تولید

### بازیگران
- مجید مظفری
- پرویز پورحسینی
- ناصر هاشمی
- آزیتا حاجیان
- سیما تیرانداز
- رضا فیاضی
- محمود جعفری
- حسن جوهرچی
- محمد مختاری
- منوچهر آذر
- وحید نوجوان
- سیروس کهوری‌نژاد

### عوامل تولید
- کارگردان: نادر مقدس
- فیلمنامه: شادمهر راستین
- تصویربردار: علی لقمانی
- موسیقی: محمدرضا چراغعلی
- تهیه‌کننده: سیمافیلم
- مجری طرح: تعاونی فیلمسازی برون‌پویا
- محصول: شبکه ۱ سیمای جمهوری اسلامی ایران
- سال تولید: ۱۳۷۶-۱۳۷۵